# Інтенсивність розробки родовища
Інтенсивність розробки родовища (рос. интенсивность разработки месторождения; англ. mining intensity; нім. Abbauintensität f der Lagerstätte f, Intensität f des Abbau(en)s, Intensität f der Gewinnung f) — швидкість відпрацювання (відробки) родовища корисних копалин. 
В залежності від форми залягання, виду косрисної копалини та інтенсивності концентрації запасів І.р.р. оцінюють: 
- річним зниженням глибини розробки (середньої або максимальної глибини відкатного горизонту шахти, рудника, розрізу, кар’єру);

- відношенням річного видобутку до промислових запасів, які припадають на одиницю площі родовища;

- відношенням річного видобутку підприємства до сумарних запасів корисної копалини в межах родовища.